# Åländsk hembygdsrätt
Åländsk hembygdsrätt är ett regionalt "medborgarskap" kopplat till Ålands självstyrelse. Hembygdsrätten reglerar bland annat rätten att äga fast egendom, bedriva näringsverksamhet och befrielse från värnplikt.

## Rättigheter och begränsningar
Hembygdsrätt innebär särskilda rättigheter och begränsningar för personer på Åland:
- Endast personer med hembygdsrätt får, utan särskilt tillstånd, köpa och äga mark eller byggnader på Åland.
- I åländska aktiebolag krävs att minst två tredjedelar av styrelseledamöterna har hembygdsrätt. Undantag finns för vissa allmännyttiga företag.[1]
- Finländska medborgare som flyttat till Åland före tolv års ålder och har hembygdsrätt är befriade från värnplikt.

## Förvärv och förlust
Hembygdsrätt får man automatiskt vid födseln om man är ålänning. Den kan också beviljas en person som:
1. är finsk medborgare,
2. har varit folkbokförd på Åland i minst fem år,
3. kan styrka sina kunskaper i svenska.

Rätten förloras om personen har varit folkbokförd utanför Åland i mer än fem år. Hembygdsrätten kan återfås genom ny ansökan enligt samma villkor.

## Syfte
Hembygdsrätten syftar till att skydda Ålands språkliga och kulturella särart samt landskapets miljö. Den är en central del av det minoritetsskydd som Ålands självstyrelse innebär.